# Tupua
Genre
Tupua est un genre d'araignées aranéomorphes de la famille des Physoglenidae.

## Distribution
Les espèces de ce genre sont endémiques de Tasmanie.

## Liste des espèces
Selon World Spider Catalog (version 18.0, 09/05/2017) :
- Tupua bisetosa Platnick, 1990
- Tupua cavernicola Platnick, 1990
- Tupua raveni Platnick, 1990
- Tupua troglodytes Platnick, 1990

## Publication originale
- Forster, Platnick & Coddington, 1990 : A proposal and review of the spider family Synotaxidae (Araneae, Araneoidea), with notes on theridiid interrelationships. Bulletin of the American Museum of Natural History, no 193, p. 1-116 (texte intégral).